# Інесив
Інеси́в (лат. casus inessivus, від inesse — «бути, знаходитись (в, усередини, на)») — місцевий відмінок. Його основним значенням є знаходження в будь-якому місці. При глосуванні скорочується як INE або INES.
У фінській мові інесив утворюється за допомогою закінчення -ssa/-ssä. Використовується не тільки для вказівки на місце, але і на час, наприклад, у назві місяців. В естонській мові інесив утворюється за допомогою додавання «-s» до форми родового відмінка. В угорській мові найчастіше утворюється за допомогою форманта «-ban / -ben», хоча використовуються і інші (-on, -en, -ön).
Приклад: «в домі» угорською ház·ban, фінською talo·ssa, естонською maja·s, литовською nam·e, баскською etxea·n.